# Chapter 2: The Tribes of Tatooine
"Chapter 2: The Tribes of Tatooine" es el segundo episodio de la serie de televisión estadounidense The Book of Boba Fett, que sigue a los cazarrecompensas Boba Fett y Fennec Shand intentando hacerse con el control del imperio criminal de Jabba the Hutt 5 años después de su muerte en Return of the Jedi (1983). El episodio está ambientado en el universo de Star Wars, compartiendo continuidad temporal con The Mandalorian y otros spin-offs como Ahsoka. Fue escrito por Jon Favreau y dirigido por Steph Green.
Temuera Morrison y Ming-Na Wen repiten sus papeles como Boba Fett y Fennec Shand de la segunda temporada de The Mandalorian. Matt Berry, David Pasquesi y Jennifer Beals también protagonizan el episodio. El rodaje comenzó en noviembre de 2020 y concluyó en junio de 2021. "Chapter 2: The Tribes of Tatooine" se estrenó en Disney+ el 5 de enero de 2022 con críticas positivas.

## Trama
En un flashback, después de salvar la vida de un niño Tusken, Boba Fett comienza a adentrarse más en la tribu; en ello un aerotren blindado se acerca al campamento de los Tusken Raiders, eliminando a varios Tuskens antes de alejarse hacia el desierto. Preocupado por su difícil situación, viaja a la estación Tosche, donde es atacado por mineros de Nikto en la cantina. Después de derrotarlos, lleva sus bicicletas deslizadoras al campamento de los Tuskens y comienza a enseñarles cómo andar y usarlas en un plan para robar el tren flotante. Después de luchar contra varios centinelas, llegan a la locomotora y Fett logra detener el tren usando su bastón gaderffii para desactivar los motores de la nave. Los Tuskens saquean el tren de armas y suministros, y toman cautivos a los Pykes sobrevivientes. Fett confronta al líder de los Pykes y le dice que dado que los Tuskens reclaman el Mar de Dunas como tierra ancestral, ahora se debe pagar un peaje por el pasaje y les permite regresar al Sindicato Pyke.
Más tarde, el jefe Tusken le da a Fett un lagarto en una canasta, que se sube a sus fosas nasales, lo que le hace experimentar visiones que lo incluyen saliendo del Sarlacc  y viendo a su padre dejar Kamino en el Slave I cuando era niño. Fett regresa al campamento Tusken al día siguiente y presenta una rama de su viaje nocturno a los Tuskens. Llevan a Fett a una tienda de campaña, donde lo visten con túnicas Tusken y lo ayudan a convertir la rama en un nuevo palo gaderffii. Se divierte esa noche con los otros Tuskens, convirtiéndose en uno de los suyos.
En la actualidad, Fennec Shand lleva al asesino capturado al palacio de Fett, donde lo detiene en la corte, exigiendo saber quién lo envió. Después de discutir, Shand activa la trampilla de la guarida de Rancor, lo que hace que el asesino entre en pánico y revela que fue enviado por el alcalde de Mos Espa, también revela que pertenece a la Orden del Viento Nocturno, mercenarios contratados para el trabajo. Shand revela que el pozo está vacío y llevan al asesino a visitar al alcalde de Ithorian, Mok Shaiz, pero uno de los guardias del alcalde le dispara matándolo. Luego, el alcalde agradece a Fett por entregarlo, confirmando que no envió al asesino ni tenía intenciones de matarlo, sugiriendo a Boba que visitara a Garsa Fwip. Al llegar al Santuario de Garsa, Garsa explica sobre la llegada de "los Gemelos", que han reclamado el legado de su difunto primo Jabba the Hutt; en ello los dos Hutt llegan al lugar. Fett se enfrenta a los Hutts, exigiendo que estén en su territorio, afirmando que él es el Daimyo de Mos Espa. Un wookiee negro armado conocido como Black Krrsantan se acerca, pero Fett, en lugar de intimidarse, le advierte que lo matará si es necesario. Shand le dice a Fett que tendrán que obtener permiso para matar a los Hutts, mientras que Fett acepta que esto aún no ha terminado.

## Producción

### Desarrollo
El episodio fue dirigido por Steph Green, en su primera colaboración para un proyecto de Star Wars. Fue escrito por el showrunner de la serie Jon Favreau.

### Casting
Temuera Morrison y Ming-Na Wen repiten sus papeles de The Mandalorian como Boba Fett y Fennec Shand, respectivamente. Jennifer Beals y Matt Berry regresan como sus personajes recurrentes Madam Garsa Fwip y el droide 8D8. Robert Rodriguez da voz a Mok Shaiz y David Pasquesi interpreta a su mayordomo del episodio anterior. Carey Jones interpreta a Black Krrsantan, un cazarrecompensas wookie que apareció anteriormente en las series de Marvel Comics, Star Wars: Darth Vader y Star Wars: Doctor Aphra.

### Música
Joseph Shirley compuso la partitura musical del episodio, mientras que Ludwig Göransson compuso el tema principal de la serie. Las pistas destacadas se lanzaron el 21 de enero de 2022, en el primer volumen de la banda sonora de la primera temporada.

## Recepción
En Rotten Tomatoes, el episodio tiene una calificación de aprobación del 90% según las reseñas de 21 críticos, con una calificación promedio de 7.50/10. El consenso de los críticos del sitio web afirma: ""Las tribus de Tatooine "avanza la saga del Libro de Boba Fett con una fascinante combinación de historia y acción inteligentemente escenificada".